# 航空霸业
《航空霸业》为一款由日本光荣公司推出的航空类模拟经营游戏。本游戏最初于1992年4月在超级任天堂发行。本作后有续作《航空霸业2》于1994年发行。
遊戲中玩家扮演航空公司總裁，可以購買1950-2010年間世界真實客機來加入機隊開拓航線，經營公司獲利之餘還能買賣相關企業賺取業外收入，最終以打倒其他航空公司稱霸業界為目標。
本游戏共有2个场景可以选择。一个是1963年，另一个是1983年。

## 重制
本游戏的重制版《航空霸业96》在PlayStation、世嘉土星和Windows发行。